# Großer Preis der USA Ost 1976
Der Große Preis der USA Ost 1976 (offiziell XIX United States Grand Prix) fand am 10. Oktober auf dem Watkins Glen Grand Prix Course in Watkins Glen statt und war das 15. Rennen der Automobil-Weltmeisterschaft 1976.

## Berichte

### Hintergrund
Eine Woche nach dem Großen Preis von Kanada fand das vorletzte Saisonrennen statt. Es wurde in Watkins Glen unter der offiziellen Bezeichnung „United States Grand Prix“ ausgetragen, während das Rennen, das bereits am 28. März in Long Beach stattgefunden hatte, als „Grand Prix of Long Beach“ bezeichnet worden war.
Guy Edwards hatte das Team Hesketh Racing verlassen. Das dadurch frei gewordene Cockpit wurde daraufhin an den brasilianischen Gaststarter Alex Ribeiro vergeben. Für Chris Amon sprang bei Walter Wolf Racing der Australier Warwick Brown ein und kam somit zu seiner ersten und einzigen Grand-Prix-Teilnahme.
Jody Scheckter bestritt seinen 50. Grand Prix.

### Training
James Hunt, der in der Weltmeisterschaftswertung nur noch acht Punkte hinter Niki Lauda lag, hinterließ bereits während des Trainings einen starken Eindruck, indem er sich die Pole-Position vor Scheckter sicherte. Die zweite Reihe wurde von den March-Werksfahrern Ronnie Peterson und Vittorio Brambilla gebildet. Dahinter folgten Lauda und der dritte March-Pilot Hans-Joachim Stuck.

### Rennen
Der beste Start gelang Scheckter. Er übernahm die Führung vor Hunt und Brambilla, der seinerseits seinen Teamkollegen Peterson überholte. Während sich Scheckter und Hunt ein wenig vom Rest des Feldes absetzen konnten, überholte Lauda die beiden vor ihm liegenden March und nahm somit den dritten Rang ein.
Ensign-Pilot Jacky Ickx verunglückte in der 15. Runde schwer. Obwohl sein Wagen kopfüber in die Leitplanken einschlug, in zwei Teile zerbrach und Feuer fing, entkam Ickx mit vergleichsweise leichten Verletzungen. Beim Überfahren von Trümmerteilen beschädigten sich Jacques Laffite und Brambilla in jeweils aussichtsreichen Positionen ihre Reifen und mussten das Rennen beenden. Dadurch gelangten Jochen Mass, Stuck und Clay Regazzoni in die Punkteränge.
In der 36. Runde übernahm Hunt die Führung vor Scheckter, musste sie jedoch vier Runden später aufgrund eines kleinen Fahrfehlers erneut dem Südafrikaner überlassen. In Runde 45 überholte Hunt erneut und verteidigte die Spitzenposition daraufhin bis ins Ziel.
Laudas dritter Platz reichte aus, um die Weltmeisterschaft der Konstrukteure zugunsten von Ferrari zu entscheiden. Da Hunt durch seinen Sieg den Rückstand auf Lauda um fünf Punkte auf nur noch drei Zähler verkürzt hatte, wurde die WM-Entscheidung der Fahrer hingegen auf das Saisonfinale in Japan vertagt.

## Meldeliste
| Team                                   | Nr. | Fahrer             | Chassis         | Motor                     | Reifen |
| -------------------------------------- | --- | ------------------ | --------------- | ------------------------- | ------ |
| Scuderia Ferrari SpA SEFAC             | 01  | Niki Lauda         | Ferrari 312T2   | Ferrari 015 3.0 F12       | G      |
| Scuderia Ferrari SpA SEFAC             | 02  | Clay Regazzoni     | Ferrari 312T2   | Ferrari 015 3.0 F12       | G      |
| Elf Team Tyrrell                       | 03  | Jody Scheckter     | Tyrrell P34     | Ford Cosworth DFV 3.0 V8  | G      |
| Elf Team Tyrrell                       | 04  | Patrick Depailler  | Tyrrell P34     | Ford Cosworth DFV 3.0 V8  | G      |
| John Player Team Lotus                 | 05  | Mario Andretti     | Lotus 77        | Ford Cosworth DFV 3.0 V8  | G      |
| John Player Team Lotus                 | 06  | Gunnar Nilsson     | Lotus 77        | Ford Cosworth DFV 3.0 V8  | G      |
| Martini Racing                         | 07  | Larry Perkins      | Brabham BT45    | Alfa Romeo 115-12 3.0 F12 | G      |
| Martini Racing                         | 08  | Carlos Pace        | Brabham BT45    | Alfa Romeo 115-12 3.0 F12 | G      |
| Beta Team March                        | 09  | Vittorio Brambilla | March 761       | Ford Cosworth DFV 3.0 V8  | G      |
| March Engineering                      | 10  | Ronnie Peterson    | March 761       | Ford Cosworth DFV 3.0 V8  | G      |
| March Engineering                      | 34  | Hans-Joachim Stuck | March 761       | Ford Cosworth DFV 3.0 V8  | G      |
| Marlboro Team McLaren                  | 11  | James Hunt         | McLaren M23     | Ford Cosworth DFV 3.0 V8  | G      |
| Marlboro Team McLaren                  | 12  | Jochen Mass        | McLaren M23     | Ford Cosworth DFV 3.0 V8  | G      |
| Shadow Racing Team                     | 16  | Tom Pryce          | Shadow DN8      | Ford Cosworth DFV 3.0 V8  | G      |
| Shadow Racing Team                     | 17  | Jean-Pierre Jarier | Shadow DN5B     | Ford Cosworth DFV 3.0 V8  | G      |
| Team Surtees                           | 18  | Brett Lunger       | Surtees TS19    | Ford Cosworth DFV 3.0 V8  | G      |
| Team Surtees                           | 19  | Alan Jones         | Surtees TS19    | Ford Cosworth DFV 3.0 V8  | G      |
| Walter Wolf Racing                     | 20  | Arturo Merzario    | Williams FW05   | Ford Cosworth DFV 3.0 V8  | G      |
| Walter Wolf Racing                     | 21  | Warwick Brown      | Williams FW05   | Ford Cosworth DFV 3.0 V8  | G      |
| Team Ensign                            | 22  | Jacky Ickx         | Ensign N176     | Ford Cosworth DFV 3.0 V8  | G      |
| Hesketh Racing                         | 24  | Harald Ertl        | Hesketh 308D    | Ford Cosworth DFV 3.0 V8  | G      |
| Penthouse Rizla Racing with Hesketh    | 25  | Alex Ribeiro       | Hesketh 308D    | Ford Cosworth DFV 3.0 V8  | G      |
| Ligier Gitanes                         | 26  | Jacques Laffite    | Ligier JS5      | Matra MS73 3.0 V12        | G      |
| Citibank Team Penske                   | 28  | John Watson        | Penske PC4      | Ford Cosworth DFV 3.0 V8  | G      |
| Copersucar-Fittipaldi                  | 30  | Emerson Fittipaldi | Copersucar FD04 | Ford Cosworth DFV 3.0 V8  | G      |
| Team Norev Racing with BS Fabrications | 38  | Henri Pescarolo    | Surtees TS19    | Ford Cosworth DFV 3.0 V8  | G      |
| ÖASC Racing Team                       | 39  | Otto Stuppacher    | Tyrrell 007     | Ford Cosworth DFV 3.0 V8  | G      |

## Klassifikationen

### Startaufstellung
| Pos. | Fahrer             | Konstrukteur       | Zeit     | Ø-Geschwindigkeit | Start |
| ---- | ------------------ | ------------------ | -------- | ----------------- | ----- |
| 01   | James Hunt         | McLaren-Ford       | 1:43,622 | 188,821 km/h      | 01    |
| 02   | Jody Scheckter     | Tyrrell-Ford       | 1:43,870 | 188,370 km/h      | 02    |
| 03   | Ronnie Peterson    | March-Ford         | 1:43,941 | 188,241 km/h      | 03    |
| 04   | Vittorio Brambilla | March-Ford         | 1:44,250 | 187,683 km/h      | 04    |
| 05   | Niki Lauda         | Ferrari            | 1:44,257 | 187,671 km/h      | 05    |
| 06   | Hans-Joachim Stuck | March-Ford         | 1:44,265 | 187,656 km/h      | 06    |
| 07   | Patrick Depailler  | Tyrrell-Ford       | 1:44,516 | 187,206 km/h      | 07    |
| 08   | John Watson        | Penske-Ford        | 1:44,719 | 186,843 km/h      | 08    |
| 09   | Tom Pryce          | Shadow-Ford        | 1:45,102 | 186,162 km/h      | 09    |
| 10   | Carlos Pace        | Brabham-Alfa Romeo | 1:45,274 | 185,858 km/h      | 10    |
| 11   | Mario Andretti     | Lotus-Ford         | 1:45,311 | 185,793 km/h      | 11    |
| 12   | Jacques Laffite    | Ligier-Matra       | 1:45,324 | 185,770 km/h      | 12    |
| 13   | Larry Perkins      | Brabham-Alfa Romeo | 1:45,363 | 185,701 km/h      | 13    |
| 14   | Clay Regazzoni     | Ferrari            | 1:45,534 | 185,400 km/h      | 14    |
| 15   | Emerson Fittipaldi | Copersucar-Ford    | 1:45,646 | 185,203 km/h      | 15    |
| 16   | Jean-Pierre Jarier | Shadow-Ford        | 1:45,979 | 184,621 km/h      | 16    |
| 17   | Jochen Mass        | McLaren-Ford       | 1:46,067 | 184,468 km/h      | 17    |
| 18   | Alan Jones         | Shadow-Ford        | 1:46,402 | 183,888 km/h      | 18    |
| 19   | Jacky Ickx         | Ensign-Ford        | 1:46,605 | 183,537 km/h      | 19    |
| 20   | Gunnar Nilsson     | Lotus-Ford         | 1:46,667 | 183,431 km/h      | 20    |
| 21   | Harald Ertl        | Hesketh-Ford       | 1:49,418 | 178,819 km/h      | 21    |
| 22   | Alex Ribeiro       | Hesketh-Ford       | 1:49,669 | 178,410 km/h      | 22    |
| 23   | Warwick Brown      | Wolf-Williams-Ford | 1:51,124 | 176,074 km/h      | 23    |
| 24   | Brett Lunger       | Surtees-Ford       | 1:51,373 | 175,680 km/h      | 24    |
| 25   | Arturo Merzario    | Wolf-Williams-Ford | 2:00,932 | 161,793 km/h      | 25    |
| 26   | Henri Pescarolo    | Surtees-Ford       | 2:05,211 | 156,264 km/h      | 26    |
| DNQ  | Otto Stuppacher    | Tyrrell-Ford       | 2:11,070 | 149,279 km/h      | –     |

### Rennen
| Pos. | Fahrer             | Konstrukteur       | Runden | Stopps | Zeit        | Start | Schnellste Runde |
| ---- | ------------------ | ------------------ | ------ | ------ | ----------- | ----- | ---------------- |
| 01   | James Hunt         | McLaren-Ford       | 59     | 0      | 1:42:40,742 | 01    | 1:42,851 (53.)   |
| 02   | Jody Scheckter     | Tyrrell-Ford       | 59     | 0      | + 8,030     | 02    | 1:43,263         |
| 03   | Niki Lauda         | Ferrari            | 59     | 0      | + 1:02,324  | 05    | 1:43,776         |
| 04   | Jochen Mass        | McLaren-Ford       | 59     | 0      | + 1:02,458  | 17    | 1:43,570         |
| 05   | Hans-Joachim Stuck | March-Ford         | 59     | 0      | + 1:07,978  | 06    | 1:43,518         |
| 06   | John Watson        | Penske-Ford        | 59     | 0      | + 1:08,190  | 08    | 1:43,177         |
| 07   | Clay Regazzoni     | Ferrari            | 58     | 0      | + 1 Runde   | 14    | 1:44,734         |
| 08   | Alan Jones         | Surtees-Ford       | 58     | 0      | + 1 Runde   | 18    | 1:44,498         |
| 09   | Emerson Fittipaldi | Copersucar-Ford    | 57     | 0      | + 2 Runden  | 15    | 1:43,117         |
| 10   | Jean-Pierre Jarier | Shadow-Ford        | 57     | 0      | + 2 Runden  | 16    | 1:45,775         |
| 11   | Brett Lunger       | Surtees-Ford       | 57     | 0      | + 2 Runden  | 24    | 1:47,151         |
| 12   | Alex Ribeiro       | Hesketh-Ford       | 57     | 0      | + 2 Runden  | 22    | 1:47,104         |
| 13   | Harald Ertl        | Hesketh-Ford       | 54     | 0      | + 5 Runden  | 21    | 1:49,136         |
| 14   | Warwick Brown      | Wolf-Williams-Ford | 54     | 0      | + 5 Runden  | 23    | 1:50,222         |
| –    | Henri Pescarolo    | Surtees-Ford       | 48     | 0      | NC          | 26    | 1:49,164         |
| –    | Tom Pryce          | Shadow-Ford        | 45     | 0      | DNF         | 09    | 1:44,814         |
| –    | Vittorio Brambilla | March-Ford         | 34     | 0      | DNF         | 12    | 1:44,019         |
| –    | Jacques Laffite    | Ligier-Matra       | 34     | 0      | DNF         | 04    | 1:43,807         |
| –    | Carlos Pace        | Brabham-Alfa Romeo | 31     | 0      | DNF         | 10    | 1:43,990         |
| –    | Larry Perkins      | Brabham-Alfa Romeo | 30     | 0      | DNF         | 13    | 1:46,218         |
| –    | Mario Andretti     | Lotus-Ford         | 23     | 0      | DNF         | 11    | 1:45,107         |
| –    | Jacky Ickx         | Ensign-Ford        | 14     | 0      | DNF         | 19    | 1:46,312         |
| –    | Gunnar Nilsson     | Lotus-Ford         | 13     | 0      | DNF         | 20    | 1:47,448         |
| –    | Ronnie Peterson    | March-Ford         | 12     | 0      | DNF         | 03    | 1:44,980         |
| –    | Arturo Merzario    | Wolf-Williams-Ford | 9      | 0      | DNF         | 25    | 1:48,995         |
| –    | Patrick Depailler  | Tyrrell-Ford       | 7      | 0      | DNF         | 07    | 1:45,661         |

## WM-Stände nach dem Rennen
Die ersten sechs des Rennens bekamen 9, 6, 4, 3, 2 bzw. 1 Punkt(e). Es zählten nur die besten sieben Ergebnisse aus den ersten acht Rennen und die besten sieben Ergebnisse aus den letzten acht Rennen. In der Konstrukteurswertung zählte nur das Ergebnis des bestplatzierten Fahrers eines Teams. Streichresultate sind in Klammern gesetzt.

### Fahrerwertung
| Pos. | Fahrer             | Konstrukteur               | Punkte |
| ---- | ------------------ | -------------------------- | ------ |
| 01   | Niki Lauda         | Ferrari                    | 68     |
| 02   | James Hunt         | McLaren-Ford               | 65     |
| 03   | Jody Scheckter     | Tyrrell-Ford               | 49     |
| 04   | Patrick Depailler  | Tyrrell-Ford               | 33     |
| 05   | Clay Regazzoni     | Ferrari                    | 29     |
| 06   | Jacques Laffite    | Ligier-Matra               | 20     |
| 07   | John Watson        | Penske-Ford                | 20     |
| 08   | Jochen Mass        | McLaren-Ford               | 19     |
| 09   | Mario Andretti     | Lotus-Ford / Parnelli-Ford | 13     |
| 10   | Ronnie Peterson    | Lotus-Ford / March-Ford    | 10     |
| 11   | Gunnar Nilsson     | Lotus-Ford                 | 10     |
| 12   | Tom Pryce          | Shadow-Ford                | 10     |
| 13   | Hans-Joachim Stuck | March-Ford                 | 8      |
| 14   | Carlos Pace        | Brabham-Alfa Romeo         | 7      |
| 15   | Alan Jones         | Surtees-Ford               | 4      |
| 16   | Carlos Reutemann   | Brabham-Alfa Romeo         | 3      |
| 17   | Emerson Fittipaldi | Copersucar-Ford            | 3      |
| 18   | Chris Amon         | Ensign-Ford                | 2      |
| 19   | Rolf Stommelen     | Brabham-Alfa Romeo         | 1      |
| 20   | Vittorio Brambilla | March-Ford                 | 1      |
| 21   | Harald Ertl        | Hesketh-Ford               | 0      |
| 22   | Jean-Pierre Jarier | Shadow-Ford                | 0      |

| Pos. | Fahrer                   | Konstrukteur                     | Punkte |
| ---- | ------------------------ | -------------------------------- | ------ |
| 23   | Jacky Ickx               | Wolf-Williams-Ford / Ensign-Ford | 0      |
| 24   | Larry Perkins            | Boro-Ford / Brabham-Alfa-Romeo   | 0      |
| 25   | Arturo Merzario          | March-Ford / Wolf-Williams-Ford  | 0      |
| 26   | Renzo Zorzi              | Wolf-Williams-Ford               | 0      |
| 27   | Henri Pescarolo          | Surtees-Ford                     | 0      |
| 28   | Michel Leclère           | Wolf-Williams-Ford               | 0      |
| 29   | Bob Evans                | Lotus-Ford                       | 0      |
| 30   | Ingo Hoffmann            | Copersucar-Ford                  | 0      |
| 31   | Brett Lunger             | Surtees-Ford                     | 0      |
| 32   | Alessandro Pesenti-Rossi | Tyrrell-Ford                     | 0      |
| 33   | Loris Kessel             | Brabham-Ford                     | 0      |
| 34   | Lella Lombardi           | March-Ford / Brabham-Ford        | 0      |
| 35   | Alex Ribeiro             | Hesketh-Ford                     | 0      |
| 35   | Warwick Brown            | Wolf-Williams-Ford               | 0      |
| 36   | Guy Edwards              | Hesketh-Ford                     | 0      |
| 37   | Patrick Nève             | Brabham-Ford                     | 0      |
| –    | Ian Ashley               | B.R.M.                           | 0      |
| –    | Ian Scheckter            | Tyrrell-Ford                     | 0      |
| –    | Hans Binder              | Ensign-Ford                      | 0      |
| –    | Boy Hayje                | Penske-Ford                      | 0      |
| –    | Conny Andersson          | Surtees-Ford                     | 0      |

### Konstrukteurswertung
| Pos. | Konstrukteur       | Punkte  |
| ---- | ------------------ | ------- |
| 01   | Ferrari            | 81      |
| 02   | McLaren-Ford       | 70 (71) |
| 03   | Tyrrell-Ford       | 65      |
| 04   | Penske-Ford        | 20      |
| 05   | Ligier-Matra       | 20      |
| 06   | Lotus-Ford         | 20      |
| 07   | March-Ford         | 19      |
| 08   | Shadow-Ford        | 10      |
| 09   | Brabham-Alfa Romeo | 9       |

| Pos. | Konstrukteur       | Punkte |
| ---- | ------------------ | ------ |
| 10   | Surtees-Ford       | 4      |
| 11   | Copersucar-Ford    | 3      |
| 12   | Ensign-Ford        | 2      |
| 13   | Parnelli-Ford      | 1      |
| 14   | Wolf-Williams-Ford | 0      |
| 15   | Hesketh-Ford       | 0      |
| 16   | Boro-Ford          | 0      |
| 17   | Brabham-Ford       | 0      |
| –    | B.R.M.             | 0      |